# آچاچی
آچاچی یکی از شهرهای استان آذربایجان شرقی است که در بخش مرکزی شهرستان میانه واقع شده‌است. این شهر در سال ۹۲ به شهرداری ارتقا یافت و صاحب شهرداری شد.
مطابق آخرین سرشماری رسمی آچاچی با 3647 نفر جمعیت رتبه سوم را در میان پنج شهر تابعه شهرستان میانه دارا می باشد.
دو رودخانه بزرگ آذربایجان در این شهر به هم می‌رسند یکی رود قزل‌اوزن و دیگری رودخانه میانه‌چای است. در سمت جنوبی این شهر رشته کوه قافلانکوه و تونلهای آن و همچنین قلعه دختر و پل دختر طبیعت زیبایی را به‌وجود آورده‌است که ذهن و فکر هر بیننده‌ای را به خود مشغول می‌کند. این شهر مرکز دهستان قافلانکوه غربی است. جاده ترانزیت تهران-تبریز-اروپا از وسط این شهر عبور می‌کند.وجود سوپر مارکت های متعدد در حاشیه جاده، این شهر را به بازار خشکبار و لبنیات و سوغاتی های آذربایجان تبدیل کرده است.
شغل اغلب ساکنان آچاچی عبارت‌اند از کشاورزی-کارمندی دولت-رانندگی کامیون و تریلر و مدیریت رستورانها و مغازه‌های بین راهی.
امکانات دولتی و عمومی واقع در آچاچی عبارتند از: شهرداری، درمانگاه، اداره آب و فاضلاب، پاسگاه انتظامی، سالن ورزشی چند منظوره 1200 نفری، بانک کشاورزی، پست بانک، مخابرات، کتابخانه عمومی ، شورای شهر ، شورای حل اختلاف

زبان محلی آچاچی : 
زبان مردم آچاچی تُرکی آذربایجانی است.

## جمعیت
بر پایه سرشماری عمومی نفوس و مسکن در سال ۱۳۹۵ جمعیت این مکان ۳٬۶۴۷ نفر (۱٬۱۹۰ خانوار) بوده‌است.